# Česko-slovenský Superpohár 2017
Česko-slovenský Superpohár 2017 byl fotbalový zápas mezi vítězem MOL Cupu 2016/17 (českého fotbalového poháru v sezóně 2016/17) a vítězem Slovnaft Cupu 2016/17 (slovenského fotbalového poháru ve stejné sezóně). Byl to premiérový ročník této soutěže navazující na tradici Československého poháru z federální éry Československa.
Střetly se v něm týmy FC Fastav Zlín (Česko) a ŠK Slovan Bratislava (Slovensko), utkání se odehrálo 23. června 2017 od 18:00 SELČ na Městském stadionu Miroslava Valenty v moravském městě Uherské Hradiště. Zlín vyhrál 6:5 v penaltovém rozstřelu (řádná hrací doba skončila remízou 1:1) a připsal si tak historicky první vítězství. Vítěz zároveň získal finanční odměnu 500 000 Kč, poražený 250 000 Kč.

## Průběh zápasu
Obě mužstva vstoupila do utkání v různé fázi přípravy. Zatímco hráči Fastavu se poprvé setkali po dovolených teprve v pondělí 19. června, fotbalisté Slovanu již byli v pokročilejší tréninkové zátěži. Mj. i z tohoto důvodu byl Slovan favoritem zápasu. Původně se mělo hrát v červenci týden před zahájením české nejvyšší ligy, ale na žádost Slovanu (jehož čekal start v 1. předkole Evropské ligy UEFA 2017/18) se termín přesunul na červen. Slovan tak mohl utkání pojmout jako generálku na Evropskou ligu. Před utkáním zazněly státní hymny obou zemí, nejprve slovenská, poté česká.
V prvním poločasu Belasí (Slovan) drželi míč častěji na kopačkách a udávali tempo hry, Ševci (Zlín) hrající netradičně v černých dresech se soustředili na defenzivu a kontraataky. Územní převaha Slovanu vedla ke gólovému efektu v 19. minutě, kdy po centru Františka Kubíka z levé strany vypálil český útočník Jakub Mareš a jeho střelu smolně tečoval za záda brankáře Stanislava Dostála slovenský legionář Róbert Matejov. Šanci na navýšení skóre měl guinejský středopolař Seydouba Soumah, ale Dostál s přispěním spoluhráče svou bránu tentokrát uhájil. V nastaveném čase první půle měl ještě dobrou příležitost opět Mareš, který se před vápnem chytře zbavil obránce a vystřelil těsně nad břevno.
Ve druhém poločase měl Zlín ještě dost sil a začal s pomocí čerstvých hráčů z lavičky častěji napadat rozehrávku soupeře a útočit. Přispělo k tomu i střídání Soumaha (lehké problémy se svalem), který ve středu hřiště dirigoval hru slovenského týmu. Na hřiště se dostal i Adnan Džafić, nová posila Ševců. Vážnější šance však stále nepřicházela. Teprve ke konci utkání měli oba brankáři více práce. Nejprve byl závar před zlínskou svatyní po akci Mareše a ráně Vukana Savićeviće. Poté mohl vyrovnat na druhé straně další nováček zlínského kádru Lukáš Bartošák, ale branku nedal. V 88. minutě nastřelil Džafić v pokutovém území Slovanu ruku Rundiće a kopala se penalta, kterou proměnil francouzský hrot Jean-David Beauguel a vyrovnal stav na 1:1. Po dvou minutách rozhodčí Proske ukončil řádnou hrací dobu a přistoupilo se rovnou k penaltovému rozstřelu (neprodlužovalo se).
V něm byli úspěšnější fotbalisté Zlína, kteří ze 7 pokusů 6 proměnili. Slovanisté nedali 2 pokusy (Milan Rundić a kapitán Boris Sekulić). Přestože měl Slovan převahu v držení míče (64% – 36%), první ročník ovládl Fastav Zlín. Hráčem utkání byl Jean-David Beauguel.

## Zajímavosti
- FAČR vybrala záměrně Městský fotbalový stadion Miroslava Valenty za dějiště utkání díky dobré dostupnosti pro oba soupeře a jejich fanoušky. Stadion je zároveň domovským stánkem regionálního rivala Fastavu Zlín, klubu 1. FC Slovácko.[1] Původně se mělo hrát ve Zlíně na stadionu Letná, zde se však kompletně vyměňoval trávník.[4]
- Zápas se odehrál v den 17. výročí úmrtí slavného slovenského fotbalisty Petra Dubovského († 23. 6. 2000), jenž hrál československou ligu za Slovan Bratislava a poté působil mj. v Realu Madrid. Utkání se neslo v duchu vzpomínky na tohoto hráče.[7][8]
- V sezóně 1969/70 se oba týmy (Zlín pod tehdejším názvem TJ Gottwaldov) střetly ve dvojutkání Československého poháru (remízy 3:3, 0:0 a výhra Zlína 4:3 na penalty). Zlín se po zdolání Slovanu Bratislava kvalifikoval do Poháru vítězů pohárů 1970/71.[7][9]
- Fastav Zlín vyřadil na cestě k triumfu v domácím poháru postupně kluby HFK Třebíč, FK Tachov, AC Sparta Praha, FC Slovan Liberec, SK Slavia Praha a ve finále SFC Opava. Slovan vyřadil ve slovenském poháru týmy MFK Vranov nad Topľou, TJ Tatran Oravské Veselé, FK Slovenské Ďarmoty, TJ Družstevník Veľké Ludince, AS Trenčín, MFK Zemplín Michalovce a ve finále MFK Skalica.
- Oba týmy čekal start v Evropské lize UEFA 2017/18, Zlín v základní skupině, kde ho čekalo 6 zápasů, Slovan v 1. předkole proti arménskému celku Pjunik Jerevan.[6]
- V kádru českého týmu FC Fastav Zlín byl jeden Slovák – Róbert Matejov a naopak v kádru Slovanu Bratislava byl jeden Čech – Jakub Mareš. Oba měli výrazný podíl při úvodní brance zápasu, Mareš vystřelil a Matejov míč tečoval za záda svého brankáře.[7]
- Termín zápasu byl na žádost slovenského týmu přesunut z července na červen. Zlínské družstvo se obávalo, zda bude moci nasadit své nové posily (někteří hráči byli do 30. června pod smlouvami, oficiální letní přestupní termín začíná 1. července). Z tohoto důvodu nemohl do utkání zasáhnout např. argentinský záložník Pablo Podio, kterému dobíhala smlouva v klubu ŠPORT Podbrezová.[7] Další nové akvizice Zlína Lukáš Bartošák a Adnan Džafić do zápasu zasáhly v jeho průběhu (ve druhém poločase).[10]

## Detaily zápasu
| 23. červen 2017 18:00 SELČ |               |                      | |
| FC Fastav Zlín             | 1 : 1 (0 : 1) | ŠK Slovan Bratislava | Městský fotbalový stadion Miroslava Valenty, Uherské Hradiště, Česko diváci: 3 124 rozhodčí: Zbyněk Proske |
| Beauguel 90'               | Report        | Mareš 18'            | Městský fotbalový stadion Miroslava Valenty, Uherské Hradiště, Česko diváci: 3 124 rozhodčí: Zbyněk Proske |

|                                                        |       | Penaltový rozstřel                                      |  |
| Matejov Fantiš Hnaníček Traoré Džafić Pazdera Beauguel | 6 : 5 | Vittek Hološko Rundić De Kamps Savićević Oršula Sekulić |  |

| FC Fastav Zlín | ŠK Slovan Bratislava |

| GK               | 17 | Stanislav Dostál    |     |     |
| RB               | 20 | Lukáš Pazdera       |     |     |
| CB               | 27 | Ondřej Bačo         |     |     |
| CB               | 18 | Zoran Gajić         |     |     |
| LB               | 16 | Róbert Matejov      |     |     |
| MF               | 21 | Josef Hnaníček      |     |     |
| MF               | 12 | Ibrahim Traoré      |     |     |
| AM               | 25 | Robert Bartolomeu   |     | 60' |
| AM               | 6  | David Štípek        |     | 46' |
| FW               | 9  | Lukáš Holík         |     | 79' |
| FW               | 10 | Jean-David Beauguel |     |     |
| Náhradníci:      |    |                     |     |     |
| GK               |    | Milan Švenger       |     |     |
| DF               |    | Lukáš Bartošák      | 58' | 46' |
| FW               |    | Adnan Džafić        |     | 60' |
| MF               |    | Tomáš Janíček       |     |     |
| MF               |    | Tomáš Masař         |     |     |
| MF               |    | Miloš Kopečný       |     |     |
| FW               |    | Dame Diop           |     |     |
| FW               |    | Antonín Fantiš      |     | 79' |
| FW               |    | Šimon Chwaszcz      |     |     |
| Trenér:          |    |                     |     |     |
| Bohumil Páník    |    |                     |     |     |
| Dodavatel dresů: |    |                     |     |     |
| Adidas           |    |                     |     |     |

| GK               | 22 | Dominik Greif    |     |     |
| RB               | 2  | Boris Sekulić    | 51' |     |
| CB               | 19 | Kornel Saláta    |     |     |
| CB               | 3  | Milan Rundić     |     |     |
| LB               | 7  | František Kubík  |     |     |
| CM               | 9  | Tomáš Kóňa       |     |     |
| CM               | 4  | Vukan Savićević  | 53' |     |
| CM               | 10 | Seydouba Soumah  |     | 51' |
| AM               | 99 | Mitchell Schet   |     | 67' |
| AM               | 21 | Filip Hološko    |     |     |
| FW               | 26 | Jakub Mareš      | 81' | 86' |
| Náhradníci:      |    |                  |     |     |
| GK               |    | Martin Krnáč     |     |     |
| DF               |    | Juraj Kotula     |     |     |
| MF               |    | Joeri de Kamps   |     | 51' |
| MF               |    | Uroš Damnjanović |     |     |
| MF               |    | Filip Oršula     |     | 67' |
| MF               |    | Samuel Šefčík    |     |     |
| FW               |    | Róbert Vittek    |     | 86' |
| Trenér:          |    |                  |     |     |
| Ivan Vukomanović |    |                  |     |     |
| Dodavatel dresů: |    |                  |     |     |
| Adidas           |    |                  |     |     |

| Asistenti rozhodčího: Ondřej Pelikán Jan Paták | Pravidla - 90 minut řádné hrací doby. - Penaltový rozstřel, pokud je stav vyrovnaný po řádné hrací době (neprodlužuje se). - Maximálně 3 střídání hráčů pro každé mužstvo. |